# Aleksandrs Isakovs
Aleksandrs Isakovs (ur. 16 września 1973 w Dyneburgu) – piłkarz łotewski grający na pozycji środkowego obrońcy.

## Kariera klubowa
Początkowe lata swojej kariery Isakovs spędził w małych łotewskich klubach: w latach 1992–1994 w BJSS/Celtnieks Dyneburg, który w 1993 roku zmienił nazwę na FK Auseklis oraz grał w 1995 w Viland-D. W 1996 roku po rozwiązaniu klubu został zawodnikiem Dinaburga Daugavpils wywodzącego się z rodzinnego Dyneburga. Przez cztery lata rozegrał ponad 80 spotkań dla tego klubu i w tym okresie dwukrotnie był z nim trzeci w lidze oraz dwukrotnie czwarty.
W 1999 roku Isakovs wyjechał do Rosji. Przez rok grał w Lokomotiwie Niżny Nowogród w rozgrywkach Premier Ligi. W 2000 roku odszedł do grającego w Pierwszej Dywizji Wołgar-Gazpromu Astrachań. Jednak w 2000 roku jeszcze dwukrotnie zmieniał barwy. Grał w Ałaniji Władykaukaz oraz ponownie w Dinaburgu. W 2001 roku wrócił do Wołgaru i spędził tam jeden pełny sezon.
W 2002 roku Aleksandrs znów grał w ojczyźnie. Został zawodnikiem najbardziej utytułowanego klubu w kraju, Skonto Ryga. W latach 2002–2004 trzykrotnie z rzędu zostawał mistrzem Łotwy. Zdobył także Puchar Łotwy w 2002 roku. W Skonto grał do końca 2006 roku (łącznie 134 spotkania i jeden gol), a na początku 2007 został zawodnikiem Dinaburga, gdzie gra do dziś.

## Kariera reprezentacyjna
W reprezentacji Łotwy Isakovs zadebiutował 11 lipca 1997 roku w wygranym 1:0 towarzyskim spotkaniu Baltic Cup z Litwą. Przez lata był podstawowym zawodnikiem zespołu. W 2004 roku został powołany przez Aleksandrsa Starkovsa do kadry na Euro 2004. Tam zagrał we wszystkich trzech spotkaniach: przegranych 1:2 z Czechami i 0:3 z Holandią oraz zremisowanym 0:0 z Niemcami. W 2005 roku zakończył reprezentacyjną karierę. W kadrze narodowej wystąpił w 58 meczach.